# Palatul Kiseleff

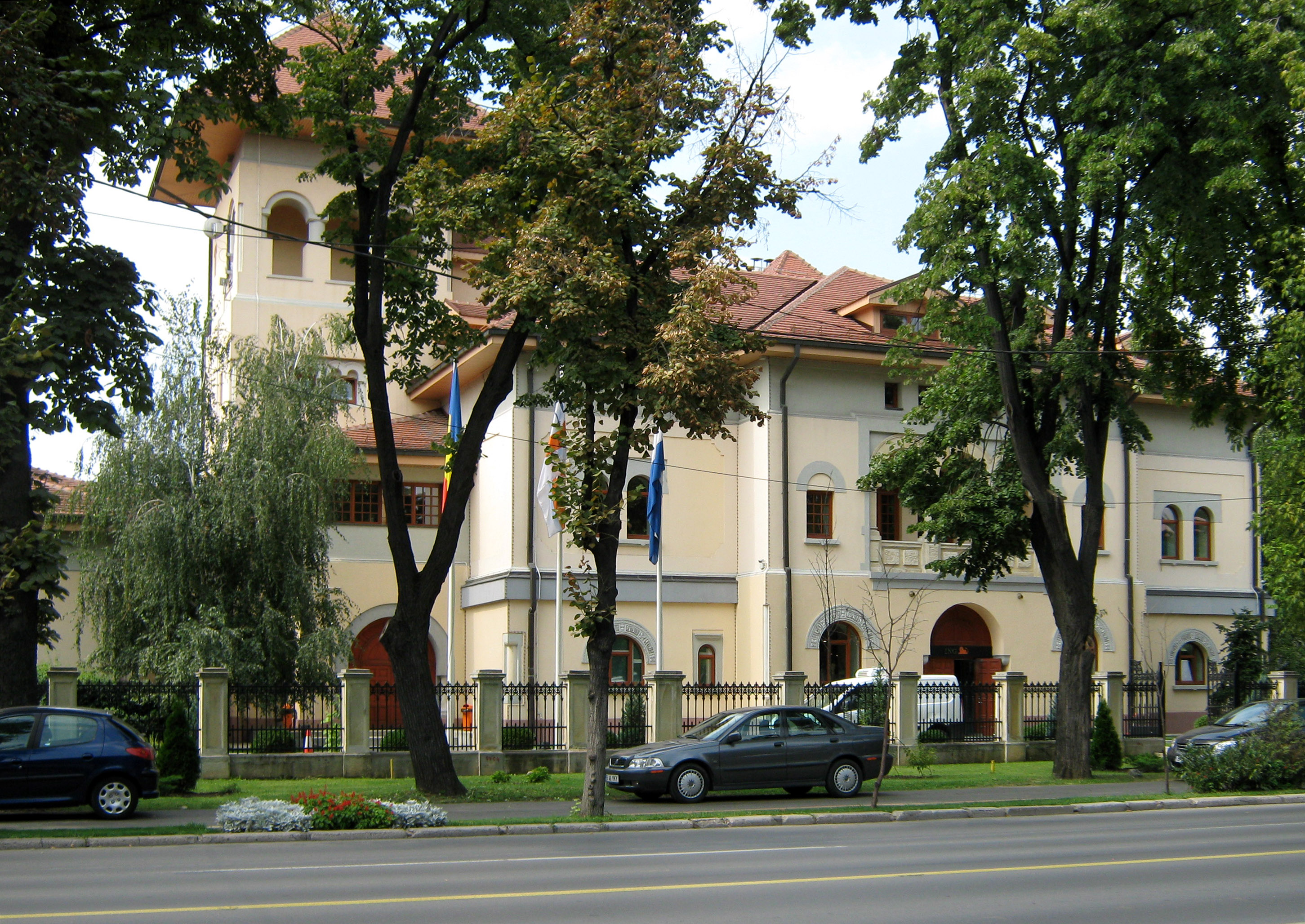
Foișorul și fațada dinspre Șoseaua Kiseleff

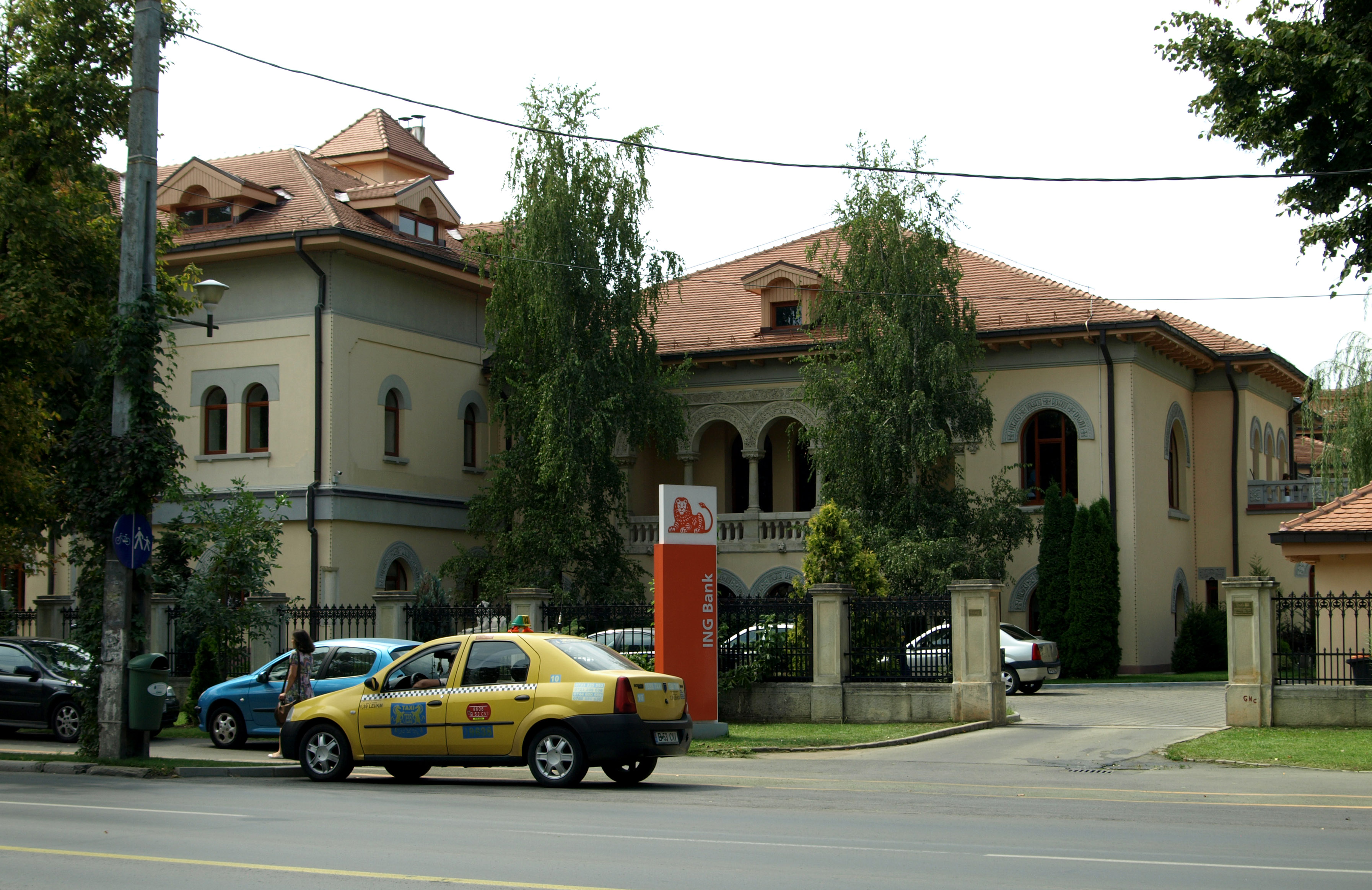
Fațada dinspre Șoseaua Kiseleff

Palatul Kiseleff (denumit uneori și Casa de la Șosea sau Vila de la Șosea) este o vilă situată pe Șoseaua Kiseleff din București (deși adresa poștală oficială actuală este pe strada paralelă, str. Barbu Ștefănescu Delavrancea nr. 6A, sectorul 1). Casa a fost ridicată de Alexandru Candiano-Popescu, ulterior aceasta fiind achiziționată cu tot cu teren de Constantin (Costică) Iarca, moșier, om politic liberal, deputat și fost primar al Buzăului.
Vila nu trebuie confundată cu Palatul Elisabeta, o altă reședință regală situată pe același bulevard și numită, în unele scrieri, tot Vila de la Șosea.

## Istorie

### Casă boierească particulară
Palatul a fost, la început, o casă boierească particulară, care a aparținut familiei Candiano-Popescu. Casă a fost vândută, în 1907, boierului Constantin Iarca – fost primar de Buzău.

### Reședința familiei regale
Vila a fost cumpărată de regele Carol I în anul 1909 și a fost modificată  în stil neoromânesc de arhitectul Grigore Cerchez,  cel care s-a implicat și în transformarea Cotroceniului. Sub acest acoperiș au locuit: Carol al II-lea, soția sa - Elena, Mihai și, pentru scurt timp, prințesa Elisabeta.
În Palatul Kiseleff a avut loc la 8 iunie 1930 întâlnirea Regelui Mihai cu tatăl său, Carol, care se întorsese la 6 iunie 1930 din exil pentru a-i uzurpa tronul. În cartea de dialoguri cu Mircea Ciobanu, Regele Mihai I rememora astfel întâlnirea:
„N-am nici o amintire despre el [Carol, n.n.] până în 1930, când s-a întors în țară. [...] Mi-amintesc foarte clar, eram în casa de pe Kiseleff și el a venit să mă vadă. Știam că el există, îl văzusem și în fotografii, dar nu puteam să fac nici o legătură între persoana lui și ceea ce știam eu despre el. [...] Era atunci de față parcă și Principesa Elisabeta. Mama se retrăsese lângă o fereastră și plângea.”
După abdicarea Regelui Carol al II-lea și revenirea în țară a Reginei-mamă Elena, petrecute în septembrie 1940, Prim-ministrul, generalul Ion Antonescu a propus Reginei să locuiască la Palatul Kiseleff. Locuirea în București a Familiei Regale prezenta dificultăți, întrucât Palatul Regal este compus îndeosebi din spații oficiale, neavând încăperi potrivite pentru o locuință particulară permanentă, iar Palatul Cotroceni, care nu mai fusese locuit demult, se afla atunci în stare de degradare. Din cauza amintirilor prea dureroase legate de copilăria lui Mihai și de Kiseleff, Regina nu a dorit să se mai întoarcă acolo, însă a fost de acord ca Palatul să fie utilizat drept cămin pentru studenții de la Universitate. De altfel, Familia Regală prefera să locuiască la Sinaia.
Clădirea a fost naționalizată în 1948 și a servit drept Centru cultural al Ambasadei Uniunii Sovietice. După 1989, vila a fost timp de 17 ani sediul băncii ING, devenind din octombrie 2013 sediul băncii Eximbank.